# Flamen
Flamen (flertal: Flamines) var et særligt type præsteembede i det antikke Rom, som var tilknyttet kulten for en bestemt gud. Af de i alt 15 flamines var de vigtigste flamen Dialis, Martialis og Quirinalis, som var ansvarlige for henholdsvis Jupiter, Mars og Quirinuskulten. Disse embeder blev kaldt flamen maiores og kunne udelukkende bestrides af mænd, som var medlemmer af de fineste patriciske familier, og han blev udpeget af Pontifex maximus. Udover deres navne ved vi i dag ikke meget om de øvrige tolv flamines kendetegn.
Generelt er de guddomme, hvis kult flamines var ansvarlige for, meget gamle og har været dyrket i Rom siden forhistorisk tid. Flere af dem havde desuden mistet meget af deres oprindelige betydning, og kendes i dag næsten kun som navne.
En flamen blev valgt for livstid, men måtte nedlægge embedet hvis han var skyld i alvorlige rituelle fejl i forbindelse med sin embedsgerning. De femten flamines var alle medlem af Pontifex kollegiet, som administrerede statskulten, og hvis et flamenembede var vakant, kunne en af de øvrige pontifexer varetage dets forpligtelser i en periode, dog kunne kun Pontifex Maximus vikariere for flamen Dialis.
Alle flamines skulle bære en særlig klædning som de altid skulle bære offentligt, den bestod af en konisk hat (apex) lavet af huder fra ofrede dyr, hvori der sad en olivengren og en uldtot, en uldkappe (laena) fæstnet med et bronzefibula og laurbærkrans. Derudover var flamen underlagt mængde andre tabuer, de var bl.a. fritaget fra at bestride andre Romerske offentlige embeder, hvilket betød at en politisk karriere ikke var mulig. Disse regler blev dog med tiden ikke fulgt så strengt.

## Oversigt over flamines
Flamines maiores:
- Flamen Dialis ansvarlig for Jupiterkulten, deltøg i alle ritualer i forbindelse med statskulten og varetog den traditionelle bryllupsceremoni conferratio.
- Flamen Martialis ansvarlig for Marskulten
- Flamen Quirinalis ansvarlig for Quirinuskulten.

Øvrige flamines (minores), som modsat maiores kunne bestredes af plebjere, guddommen, hvis kult de varetog er nævnt i parentes:
- Flamen Carmentalis (Carmentis)
- Flamen Cerialis (Ceres)
- Flamen Falacer (Falacer)
- Flamen Floralis (Flora)
- Flamen Furrialis (Furrina)
- Flamen Palatualis (Palatua)
- Flamen Pomonalis (Pomona)
- Flamen Portunalis (Portunes)
- Flamen Volcanalis (Vulcan)
- Flamen Volturnalis (Volturnus)

Yderligere to flamines minores fungerede I den republikanske periode, men hvilke kultforpligtigelser de varetog er ukendt i dag.